# Медресе Баракхана

Перед медресе Баракхана (2005)

Медресе Баракхана — комплекс будівель медресе у столиці Узбекистану місті Ташкенті XV—XVI століть; яскрава пам'ятка середньовічної архітектури.

## Розташування та опис
Медресе Баракхана розташоване поблизу ташкентського майдану Хазрет Імам. 
Своїм плануванням медресе Барак-хана значно відрізняється від традиційних будівель такого роду. По суті, воно являє собою комплекс будівель, що складається з медресе і двох вбудованих в нього більш ранніх мавзолеїв. 
Висоту чудового порталу, орнаментованого майолікою і мозаїкою з полив'яних керамічних плиток, підкреслює глибока стрілчаста ніша, в яку вписані декоративне склепіння. Таке художнє оформлення порталу (у вигляді ніші колаб-корі) не притаманне Ташкенту. По боках фасаду розміщені башти (гульдаста), увінчані невеликими куполами. 
Двері з вишуканим різьбленням ведуть у прямокутне подвір'я, оточене худжрами, з великою дарсханою. Купол дарсхани покоїться на пересічних арках, вітрила яких прикрашені ажурними сталактитами з ганчу. 
Стіни інтер'єру медресе оздоблені вишуканими ісламськими розписами. 

## З історії комплексу
Комплекс Медресе Баракхана був сформований протягом XV—XVI століть з будівель, які були побудовані в різний час. 
Найдавнішою з будівель комплексу вважається усипальниця невідомої духовної особи, що знаходиться ліворуч від входу в медресе (у східній частині). 
Другим історично був двокупольний мавзолей Ханако, зведений у 1530 році на честь правителя Ташкента Суюнідж-хана Шейбані, першого володаря Ташкентського спадку з узбецької династії Шейбанідів. Він був багато прикрашений різьбленням і позолотою, проте з плином часу зазнав значних перебудов. 
У середині XVI століття син Суюнідж-хана Науруз-Ахмад, прозваний Барак-ханом, прибудував до мавзолею свого батька медресе. Однак мавзолей залишився основою всього комплексу. Його центральна зал, а також безіменний мавзолей та медресе дарсхана увінчані бірюзовими куполами на високих барабанах.  Власне комплекс, перебудований у медресе тоді, дістав назву на честь прізвиська правителя, за якого це діялося, тобто Баракхан. 
Портал комплексу колаб-корі був відновлений у 1955—63 роках майстром на ім'я Уста Ширін Мурадов.
Відтоді протягом декількох десятиліть у другій половині ХХ століття в медресе Барак-хана розташовувалося Духовне управління мусульман Узбекистану. 
Однак уже за незалежності Узбекистану Духовне управління розмістилося в новому, спеціально збудованому приміщенні, а худжри медресе Барак-хана були передані під майстерні ремісників і народних умільців. Під покровом древніх склепінь медресе вони тут виводять арабською в'яззю аяти з Корану, вирізують з цілісних брусків дерева розкладні підставки під Коран (лаухі), карбують вигадливі візерунки на мідних і латунних тацях і посудинах. Перед будівлею продають сувеніри.